# Villa Farnesina
Villa Farnesina (ursprungligen Villa Chigi) är en villa i stadsdelen Trastevere i Rom, mittemot Palazzo Farnese på andra sidan Tibern. Lantvillan uppfördes mellan 1506 och 1510 av Baldassare Peruzzi, sannolikt efter ritningar av Rafael, för den påvlige bankiren Agostino Chigi, vän till påve Julius II. Kardinal Alessandro Farnese införskaffade villan 1580, varefter den tillhörde familjen så länge denne levde, och efter familjen fick den sitt namn.
Villa Farnesina hyser ett flertal intressanta målningar, bland annat Rafaels fresk Galateas triumf (1511). Havsnymfen Galatea ses farande på ett snäckskal draget av delfiner, omgiven av olika havsvarelser. Galateas triumf utgör, tillsammans med Sandro Botticellis Venus födelse och Våren, renässansens främsta skildringar av antikens "guldålder". 

## Bilder
| - Villa Farnesina. - Rafael – Galateas triumf (1511). |